# Carlo Della Valle
Carlo Della Valle (Alba, 12 marzo 1962) è un ex cestista italiano.
È il padre di Amedeo Della Valle, anch'egli cestista.